# 拉马盖尔
拉马盖尔（法語：Lamaguère，法語發音：[lamaɡɛʁ]）是法国热尔省的一个市镇，属于欧什区。

## 地理
拉马盖尔（43°29'30"N, 0°40'20"E）面积6.49 平方千米，位于法国奧克西塔尼大區热尔省，该省份为法国西南部内陆省份，北起顺时针与洛特-加龙省、塔恩-加龙省、上加龙省、上比利牛斯省、大西洋比利牛斯省和朗德省接壤。
与拉马盖尔接壤的市镇（或旧市镇、城区）包括：法热阿巴蒂亚勒、蒙费朗-普拉韦斯、锡莫尔、塔舒瓦尔。

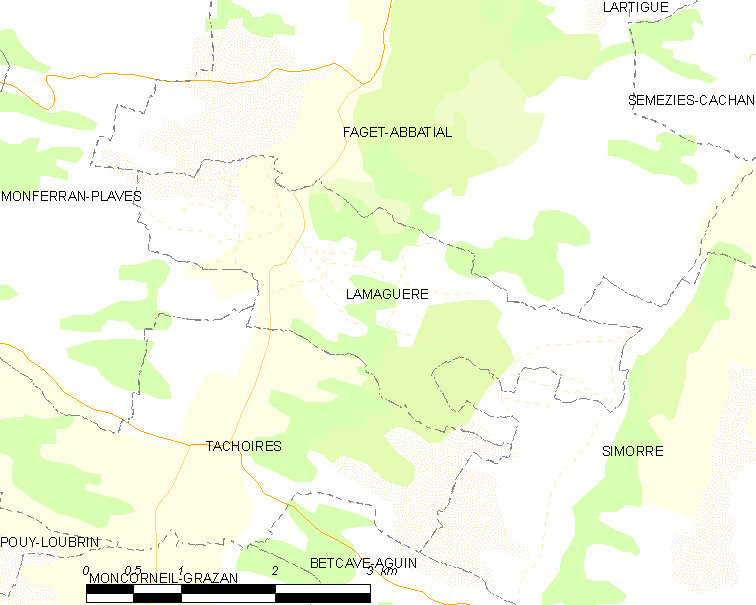
拉马盖尔的OSM定位图

拉马盖尔的时区为UTC+01:00、UTC+02:00（夏令时）。

## 行政
拉马盖尔的邮政编码为32260，INSEE市镇编码为32186。

## 政治
拉马盖尔所属的省级选区为阿斯塔拉克-日莫讷县。

## 人口

1962-2008年间拉马盖尔人口变化图示

拉马盖尔于2022年1月1日时的人口数量为80人。